# Tiruttani
Tiruttani (scritto anche Tirutani o Thiruthani) è una città dell'India, classificata come town panchayat, di 38 502 abitanti, situata nel distretto di Tiruvallur, nello stato federato del Tamil Nadu. 
In base al numero di abitanti la città rientra nella classe III (da 20 000 a 49 999 persone).

## Geografia fisica
La città si trova circa 70 km a ovest di Chennai, la capitale del Tamil Nadu, ad un'altitudine di 75 m s.l.m.

## Società

### Evoluzione demografica
Al censimento del 2001 la popolazione di Tiruttani assommava a 38 502 persone, delle quali 19 488 maschi e 19 014 femmine. I bambini di età inferiore o uguale ai sei anni assommavano a 4 259, dei quali 2 209 maschi e 2 050 femmine. Infine, coloro che erano in grado di saper almeno leggere e scrivere erano 27 646, dei quali 15 505 maschi e 12 141 femmine.